# クレーヴの奥方 (1961年の映画)
『クレーヴの奥方』（クレーヴのおくがた、フランス語: La Princesse de Clèves）は、1961年製作・公開、ジャン・ドラノワ監督のフランス・イタリア合作の長篇劇映画である。

## 略歴・概要
マダム・ド・ラファイエットの書いた17世紀末の恋愛小説『クレーヴの奥方』の初の映画化である。詩人で映画作家のジャン・コクトーが脚本を書き、ドラノワが監督した。
日本では本作の完成後、長らく劇場公開はされなかったが、東京日仏学院が英語字幕付の16ミリプリントを所蔵しており、上映される機会はあった。フランス等での公開後27年を経た1988年、ケイブルホーグが日本での上映権を取得し、同年11月19日に日本での初公開を果たした。日本でのDVDは未発売である。

## スタッフ
- 監督 - ジャン・ドラノワ
- プロデューサー - ロベール・ドルフマン
- 脚色 - ジャン・コクトー
- 原作 - マダム・ド・ラファイエット
- 撮影 - アンリ・アルカン
- 美術 - ルネ・ルルー
- 録音 - ジャック・ルブルトン
- 編集 - アンリ・タヴェルナ
- 音楽 - ジョルジュ・オーリック

## キャスト
クレジット順
- レイモン・ジェローム - 王
- レア・パドヴァーニ - 王妃カトリーヌ・ド・メディシス
- アニー・デュコー - ディアーヌ・ド・ポワチエ
- アラン・フェラル - 王太子フランソワ
- ルネ＝マリー・ポテ - 王太子妃メアリー・スチュアート
- ジャン・マレー - クレーヴ公
- マリナ・ヴラディ - クレーヴ公夫人
- ジャン＝フランソワ・ポロン - ヌムール公
- アンリ・ピエゲ - シャルトル子爵
- ピエラル - 道化
- イヴァン・ドミニク - シャルル・ド・ギーズ
- レア・グレー - メルクール夫人
- ジャック・イリング - 医師
- ユベール・ラパラン - アンブロワーズ・パレ
- ジョルジュ・リカン - 執事
- ピエール・モンコルビエ - 画家
- ジョゼ・ステネ - マルティーグ夫人
- アンソニー・ステュワート - イギリス大使

## ストーリー
舞台は16世紀、アンリ2世（レイモン・ジェローム）の時代。クレーヴ公（ジャン・マレー）と、晴れて「クレーヴの奥方」となったシャルトル公の令嬢（マリナ・ヴラディ）の結婚を祝う舞踏会である。クレーヴ公夫人は、偶然いっしょに踊ることになったヌムール公（ジャン＝フランソワ・ポロン）に惹かれる。ヌムール公も同様だった。
ジュ・ド・ポームの試合の日、クレーヴ公夫人のいとこのシャルトル子爵（アンリ・ピエゲ）が、愛人宛の手紙を落としてしまう。王太子妃メアリー・スチュアート（ルネ＝マリー・ポテ）は、クレーヴ公夫人にその手紙を託される。シャルトル子爵は王妃カトリーヌ・ド・メディチ（レア・パドヴァーニ）の愛人であるが、その手紙はほかのだれかに宛てたものであった。シャルトル子爵は、ヌムール公に頼み、手紙を取り返そうとした。クレーヴ公夫人は手紙を焼却する。手紙の存在を知る王妃カトリーヌ・ド・メディチが、その手紙を欲していることを知ったクレーヴ公夫人とヌムール公は、王妃に渡すべく手紙を書き直す。その過程で、二人の心のなかから現れる愛のことばに、二人の気持ちは高まっていく。
自分の胸に生じた恋心に驚くクレーヴ公夫人は、相手を明かさぬまま、夫のクレーヴ公に事態を告白する。ある夜、まったくの用事でヌムール公がクレーヴ公夫人の寝室に入る。道化（ピエラル）がそれを目撃し、クレーヴ公に告げ口をする。クレーヴ公は苦しみのあまり病に倒れ、息絶える。
クレーヴ公夫人は苦しみ、隠遁し、彼女にも死の影が近づく。クレーヴ公夫人は手紙を書く。手紙はヌムール公に届くことなく、クレーヴ公夫人は息絶えた。

## 註
1. 1 2  クレーヴの奥方、kinejun.jp, 2009年10月18日閲覧。
2. ↑  Madame de La Fayette - IMDb（英語）, 2009年10月18日閲覧。